# Amphol Lampoon
Amphol Lumpoon (20 de julio de 1963 en la provincia de Rayong), es un actor y cantante tailandés. Fue popular en los años 1980 y 1990. Estuvo casado con la cantante y actriz Marsha Vadhanapanich, con la que tuvo un hijo y de la que se divorció en 1997. 

## Discografía
- Rock Lek Lek (poco de Rock, 1986)
- 10.000 grados Fahrenheit (1988)
- Dtem Tang (llenar el tanque, 1986)

## Filmografía
- La historia de Nam Poo (1984)
- Sueh - Jon Sueh Phan (Tiger Bandits, 1998)
- Ang Yee - Hijo del Dragón (2000)
- La leyenda de Suriyothai (2001)
- Robo Bangkok (2004)